# Bá quốc Hessen-Kassel
Bá quốc Hessen-Kassel (tiếng Đức: Landgrafschaft Hessen-Kassel; tiếng Anh: Landgraviate of Hesse-Kassel) được đánh vần là Hesse-Cassel trong suốt thời gian tồn tại của nó, là một nhà nước trong Đế chế La Mã Thần thánh. Hessen-Kassel được thành lập vào năm 1567, khi Bá quốc Hessen bị chia cắt sau cái chết của Philip I, Phong địa bá tước của Hessen. Con trai cả của ông là Bá tử Wilhelm (Wilhelm Khôn ngoan) thừa kế nửa phía Bắc của lãnh thổ và thủ đô đặt tại Kassel. Những người con trai khác đã nhận được Bá quốc Hessen-Marburg, Bá quốc Hessen-Rheinfels và Bá quốc Hessen-Darmstadt.
Trong cuộc tái tổ chức Đế chế dưới thời của Napoleon Bonaparte vào năm 1803, Bá quốc Hessen-Kassel được nâng lên thành Tuyển hầu quốc và Phong địa bá tước William IX trở thành Tuyển đế hầu. Nhiều thành viên của Nhà Hesse-Kassel phục vụ trong quân đội Đan Mạch đạt được cấp bậc và quyền lực cao dưới thời cai trị của Vương tộc Oldenburg, do nhiều Phong địa Bá tước của Hessen đã kết hôn với các công chúa Đan Mạch. Các thành viên của gia tộc được biết là đã phục vụ Đan Mạch-Na Uy bao gồm Hoàng tử Frederik của Hesse-Kassel, Hoàng tử Frederick của Hesse-Kassel và Hoàng tử Charles của Hesse-Kassel. Sau đó lãnh thổ đã bị quân đội Pháp chiếm đóng và trở thành một phần của Vương quốc Westphalia, một quốc gia vệ tinh của Đệ Nhất Đế chế Pháp. Tuyển hầu xứ Hessen đã được khôi phục vào cuối Chiến tranh Napoléon, mặc dù vào thời điểm đó, Đế chế La Mã Thần thánh đã bị giải thể, không còn hoàng đế để bầu chọn.
Hessen-Kassel và Hessen-Darmstadt là 2 nhánh cầm quyền quan trọng nhất của Nhà Hessen, và đều được nâng cấp vị thế nhà nước vào cuối kỷ nguyên Thánh chế La Mã. Hessen-Kassel được nâng lên Tuyển hầu xứ Hessen, trong khi đó Hessen-Darmstadt được nâng lên Đại công quốc Hessen, nhưng nhánh tuyển đế hầu mất quyền vào năm 1866 sau khi bị Vương quốc Phổ sáp nhập vào Tỉnh Hessen-Nassau, còn nhánh Đại quốc quốc thì tồn tại đến tận năm 1918.

## Lịch sử
Bá quốc Hessen-Kassel được thành lập bởi Wilhelm IV Khôn ngoan, con trai cả của Philipp I. Sau cái chết của cha ông vào năm 1567, Bá quốc Hessen được chia thành bốn phần. Philipp IV nhận được khoảng một nửa lãnh thổ, với Kassel là thủ đô. Hesse-Kassel mở rộng vào năm 1604 khi Moritz xứ Hessen-Kassel thừa kế Bá quốc Hessen-Marburg từ người chú không có con của mình là Ludwig IV xứ Hessen-Marburg (1537–1604).

### Chiến tranh ba mươi năm
Năm 1605, Moritz trở thành người theo chủ nghĩa Calvin và tham gia Chiến tranh Ba mươi năm theo phe Tin Lành. Sau khi bị buộc phải nhượng lại một số lãnh thổ của mình cho Bá quốc Hessen-Darmstadt, Moritz thoái vị vào năm 1627 để nhường ngôi cho con trai mình là Wilhelm V. Các con trai nhỏ của ông nhận được quyền quản lý, điều này đã tạo ra một số nhánh nhỏ trong một phân vùng khác của Hessen. Wilhelm V liên minh với Gustav II Adolf của Thụy Điển và sau đó là Pháp, mất phần lớn Hessen-Kassel khi quân đội Đế quốc La Mã Thần thánh xâm lược. Ông qua đời khi phải sống lưu vong vào năm 1637, để lại người vợ góa Amalie Elisabeth xứ Hanau-Münzenberg làm nhiếp chính cho cậu con trai 8 tuổi Wilhelm VI của họ.
Amalie Elisabeth thúc đẩy mạnh mẽ lợi ích của Hessen-Kassel. Sau khi đánh đuổi quân đội đế chế ra khỏi Hessen-Kassel, bà gửi quân đánh chiếm thành phố Marburg, nơi mà bố chồng bà đã để mất vào tay họ hàng Bá quốc Hessen-Darmstadt của họ. Tại Hòa ước Westphalia năm 1648, Hessen-Kassel được thưởng thêm phần lớn Bá quốc Schaumburg và Tu viện Hersfeld mới được thế tục hóa. Amalie Elisabeth cũng đưa ra nguyên tắc thừa kế nguyên thủy để ngăn chặn việc Hessen-Kassel bị chia cắt lần nữa trong tương lai. Tuy nhiên, sức khỏe của bà bị hủy hoại do căng thẳng của chiến tranh và bà qua đời vào năm 1651.

### Thế kỷ 17 và 18

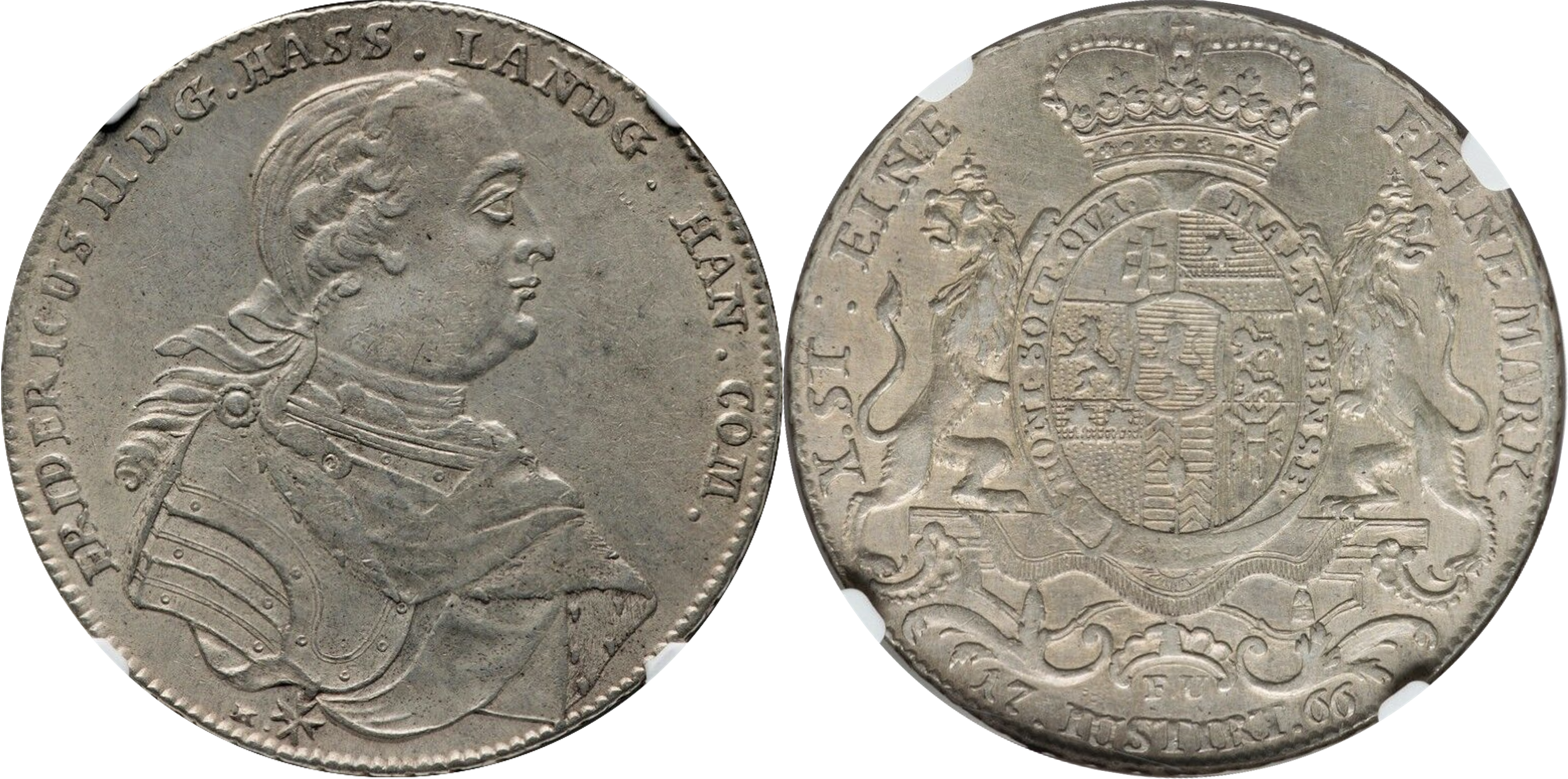
Xu bạc: 1 thaler được đúc vào năm 1766, dưới thời Friedrich II xứ Hessen-Kassel.

Wilhelm VI, đủ tuổi trưởng thành để trực tiếp cai trị vào năm 1650, là người bảo trợ mạnh mẽ cho khoa học và nghệ thuật. Ông được kế vị bởi con trai mình là Wilhelm VII, khi đó còn là một đứa trẻ sơ sinh, qua đời vào năm 1670. Ông được kế vị bởi anh trai mình là Karl I. Hành động quan trọng nhất của Karl là cho các thế lực nước ngoài thuê binh lính của mình, phục vụ như đơn vị phụ trợ, hành động này đã giúp cải thiện tình hình tài chính của bá quốc. Wilhelm V được kế vị bởi Wilhelm VI và Wilhelm VII. Fredrik I của Thụy Điển, trở thành Vua của Thụy Điển sau khi kết hôn. Mặc dù Bá quốc Hessen-Kassel liên minh cá nhân với Thụy Điển từ năm 1730 đến năm 1751, em trai của Nhà vua, Bá tử Wilhelm, vẫn cai trị Kassel với tư cách nhiếp chính vương cho đến khi ông kế vị anh trai mình với bá vị là Wilhelm VIII.
Sau cái chết của Friedrich I vào năm 1751, em trai ông là Bá tử Wilhelm, người đã chiến đấu với tư cách là đồng minh của Vương quốc Anh trong Chiến tranh Bảy năm, kế vị ông với vương hiệu Wilhelm VIII. Người kế Wilhelm VIII là Friedrich II, đã chuyển sang Công giáo sau một thời gian dài theo đạo Tin Lành. Khi Chiến tranh Cách mạng Mỹ nổ ra, Frederick II đã cho người Anh thuê quân Hessia để phục vụ chiến tranh ở Bắc Mỹ.

### Bá quốc kết thúc tồn tại
Sau khi tái tổ chức các nhà nước trong quá trình hòa giải Đức năm 1803, Bá quốc Hessen-Kassel được nâng lên thành Tuyển hầu xứ Hessen và Bá tước Wilhelm IX được nâng lên thành Tuyển đế hầu, lấy hiệu là Wilhelm I, Tuyển hầu xứ Hessen. Do đó quốc hiệu được gọi là Kurhessen, mặc dù vẫn thường được gọi là Hessen-Kassel.
Năm 1806, Wilhelm I bị Napoléon Bonaparte phế truất vì ủng hộ Vương quốc Phổ trong Chiến tranh Liên minh thứ tư. Kassel được chỉ định là thủ đô của Vương quốc Westphalia mới thành lập, nơi Napoléon bổ nhiệm em trai mình là Jérôme Bonaparte làm vua. Sau thất bại của Napoléon năm 1813, tuyển hầu được phục hồi. Tại Đại hội Viên, một số nhà nước tuyển hầu do Napoléon lập ra đã được nâng lên thành vương quốc, và Wilhelm cố gắng được công nhận là Vua của vùng Chatti. Tuy nhiên, ông đã bị các cường quốc từ chối, họ liệt ông vào danh sách "Royal Highness" cùng với các đại công tước khác. Để đảm bảo quyền lực vượt trội của mình so với người anh em họ Đại công tước xứ Hessen ở Hesse-Darmstadt trước đây, Wilhelm đã chọn giữ tước hiệu Thân vương-Tuyển đế hầu. Những người cai trị Tuyển hầu xứ Hessen đã trở thành Tuyển đế hầu duy nhất trong Bang liên Đức, mặc dù không còn Hoàng đế La Mã Thần thánh để họ bầu cử.

## Lính đánh thuê Hessia phục vụ ở nước ngoài
Bá tước xứ Hessen-Kassel nổi tiếng vì đã cho các cường quốc châu Âu thuê quân đội của mình trong thế kỷ XVII và XVIII. Vào thời điểm đó, việc các nước nhỏ cho các nước lớn thuê quân để đổi lấy trợ cấp là một thông lệ phổ biến. Các luật gia quốc tế đã đưa ra sự phân biệt giữa lính đánh thuê và lính phụ trợ (Hilfstruppen). Lính đánh thuê phục vụ trong quân đội nước ngoài với tư cách cá nhân, trong khi những lính phụ trợ được quân chủ của họ cử đến để giúp đỡ một quân chủ khác.
Hessen-Kassel đã thực hiện việc này đến mức cực đoan, duy trì một lực lượng tương đương với 5,3% dân số vào năm 1730. Tỷ lệ này cao hơn cả Vương quốc Phổ, một quốc gia được quân sự hóa mạnh mẽ đến mức được mô tả là "không phải một quốc gia có quân đội, mà là một quân đội có một quốc gia". Quân đội Hessia đóng vai trò là lực lượng dự bị sẵn sàng cho các cường quốc.
Trong Chiến tranh Cách mạng Mỹ, 25% quân đội Anh là quân thuê từ các Thân vương Thánh chế La Mã, một nửa trong số đó đến từ Hessen-Kassel và Hessen-Hanau gần đó. Vì lý do này, người Mỹ gọi tất cả quân đội Đức phục vụ trong quân đội Anh là "Hessia", một dạng từ đồng nghĩa.

## Địa danh trùng tên
Khu chưa hợp nhất Hessen Cassel, Indiana, gần Fort Wayne, được thành lập bởi những người Đức nhập cư, được đặt tên theo Bá quốc Hessen-Kassel.